# Шорахмедов Акмал Шухратжонович
Акмал Шорахмедов (узб. Akmal Shorakhmedov, нар. 10 травня 1986, Джиззак) — узбецький футболіст, захисник «Пахтакора» і національної збірної Узбекистану.

## Клубна кар'єра
У дорослому футболі дебютував 2005 року виступами за команду клубу «Согдіана», в якій того року взяв участь у 22 матчах чемпіонату. 
Згодом з 2007 по 2010 рік грав у складі команд клубів «Навбахор», «Согдіана» та «Андижан».
Своєю грою за останню команду привернув увагу представників тренерського штабу клубу «Буньодкор», до складу якого приєднався 2011 року. Відіграв за ташкентську команду наступні шість сезонів своєї ігрової кар'єри. Більшість часу, проведеного у складі «Буньодкора», був основним гравцем захисту команди.
Протягом 2017 року захищав кольори команди клубу «Насаф».
До складу клубу «Пахтакор» приєднався 2018 року. 

## Виступи за збірну
2010 року дебютував в офіційних матчах у складі національної збірної Узбекистану.
У складі збірної був учасником кубка Азії 2015 року в Австралії, кубка Азії 2019 року в ОАЕ.

## Титули і досягнення
- Чемпіон Узбекистану (2):

«Буньодкор»: 2011, 2013
- Володар Кубка Узбекистану (2):

«Буньодкор»: 2012, 2013
- Володар Суперкубка Узбекистану (1):

«Буньодкор»: 2014